# Pic de Tullberg
Campethera tullbergi
Espèce
Statut de conservation UICN

 LC  : Préoccupation mineure
Le Pic de Tullberg (Campethera tullbergi)  est une espèce d'oiseaux de la famille des Picidae.
Son aire s'étend à travers le Grassland (Cameroun) et Bioko.